# Křivítko

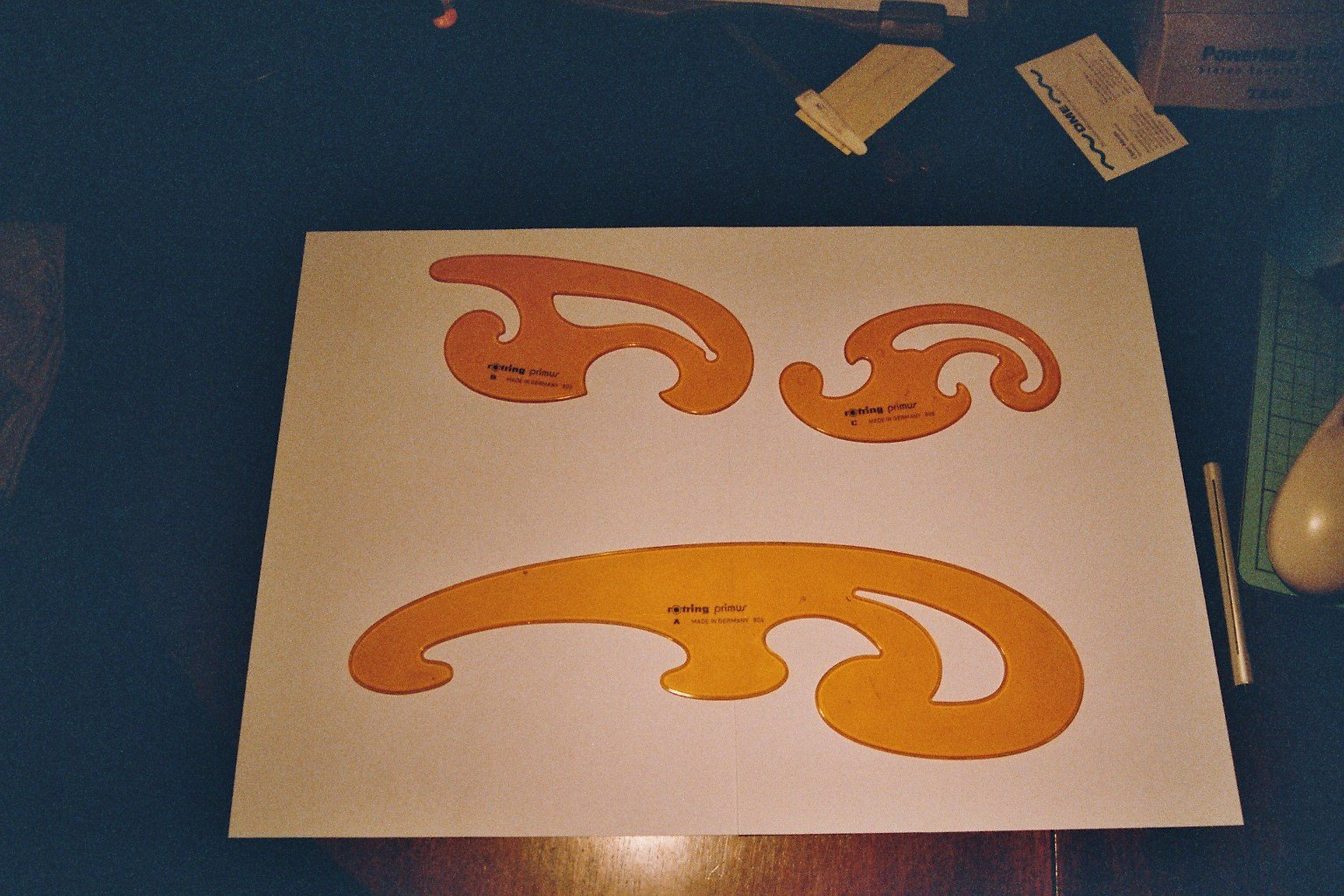
Obecně použitelná křivítka

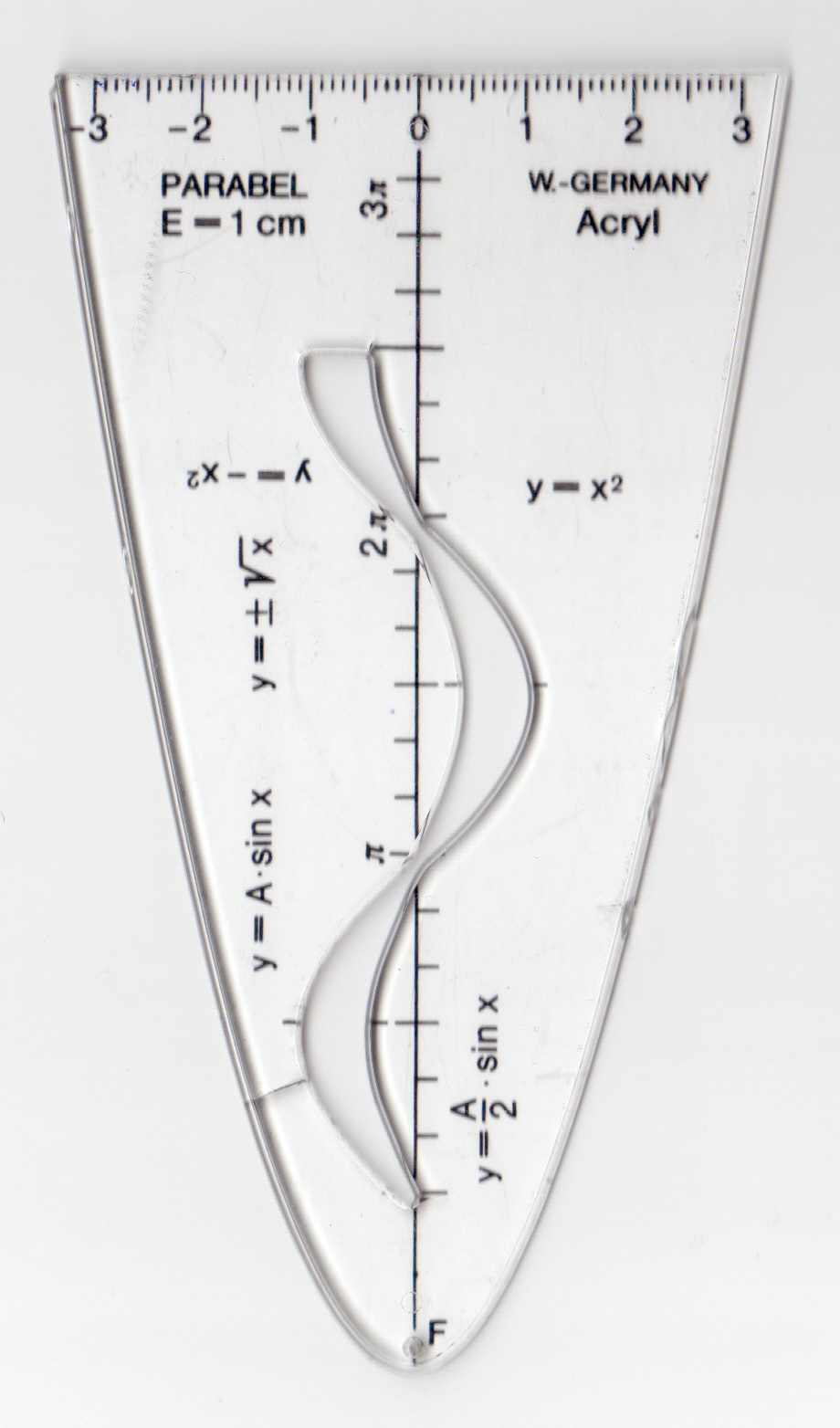
Křivítko, nebo spíše šablona, pro kreslení paraboly a sinusoidy

Křivítko je pomocný kancelářský a konstrukční nástroj, rýsovací a kreslicí pomůcka, která při technickém kreslení a deskriptivní geometrii slouží jako šablona pro ruční vykreslování křivek, např. elips, hyperbol, parabol, exponenciál apod. Využívá se také v matematice, fyzice a dalších technických i přírodních disciplínách. Může být kovové, dřevěné či plastové.
Tvar nakreslený pomocí křivítka obvykle nemá zcela přesnou podobu zobrazované křivky (jedná se pouze o nápodobu přesného tvaru); provedení záleží na znalostech, dovednosti a odhadu uživatele křivítka. Používání křivítek je vytlačováno osobními počítači, s jejichž pomocí je kreslení složitějších křivek výrazně přesnější.
Speciální tvar křivítka se používá při výrobě střihů v krejčovství (krejčovské pravítko).